# Baja–Bezdán–Apatin–Szond-vasútvonal
Az egykori Baja–Bezdán–Apatin–Szond-vasútvonal a Bácska legsűrűbben lakott nyugati részén húzódott, fejlett mezőgazdasági területeket kapcsolt a vasúti fővonalakhoz.

## Története
A Baja–Bezdán–Apatin–Szondi HÉV társaság által épített vasútvonal első, Baja és Zombor közötti szakasza a Déldunavidéki HÉV társaság Baja–Zombor–Újvidék-vasútvonalából, Bajától mintegy 3 km-re délre ágazott ki. A Monostorszeget érintő 57,4 km hosszú helyiérdekű vasútvonalat 1912. július 12-én nyitották meg. A társaság második, Zombortól Apatinon át Szondig tartó, 31,7 km hosszú vonalszakaszát 1912. augusztus 14-én adták át a forgalomnak. A társaság később a vonalat Hódságig meghosszabbította, így ott már négy helyiérdekű vasútvonalhoz csatlakozott. A Szond és Hódság közötti 19,7 km hosszú vonalrészt 1914. november 12-én helyezték üzembe.
A síkvidéki jellegű vasútvonalon az alépítmény kialakítása kevés munkát igényelt, az egyetlen nagyobb hídja a Ferenc-csatornán épült. A felépítményt 23,6 kg/fm tömegű, „i” jelű sínekből építették, a Zombor állomáshoz csatlakozó szakaszban 34,5 kg/fm tömegű, „c” jelű síneket is felhasználtak.

## Napjainkban
A vasútvonalat a trianoni békeszerződéssel kijelölt új államhatár átszelte. 1941-ben Bácska visszafoglalásakor újra Magyarországhoz került teljes hosszában. A Zombor–Apatin–Szond–Hódság vonalrész az 1941-es menetrendben a 175-ös számot kapta. 1944-től kezdve újra visszaálltak a trianoni határok, a vonal nagy része újra Jugoszláviához került.
A Magyarországon maradt 31 km hosszú vonalrészen, Baja és Hercegszántó között a forgalom 1972. december 31-én szűnt meg. A vonal megszüntetését az 1968-as közlekedéspolitikai koncepció mondta ki.
Az egykori vasútvonal Zombor és Apatin közötti szakasza a Szerb Államvasutak 24-es számú vasútvonala. A Szond–Hódság szakasz megszűnt, viszont még megszűnése előtt a végpontját Hódság-Kálvária állomásról a szomszédos Bácsordas állomásra kötötték át.

## Képek

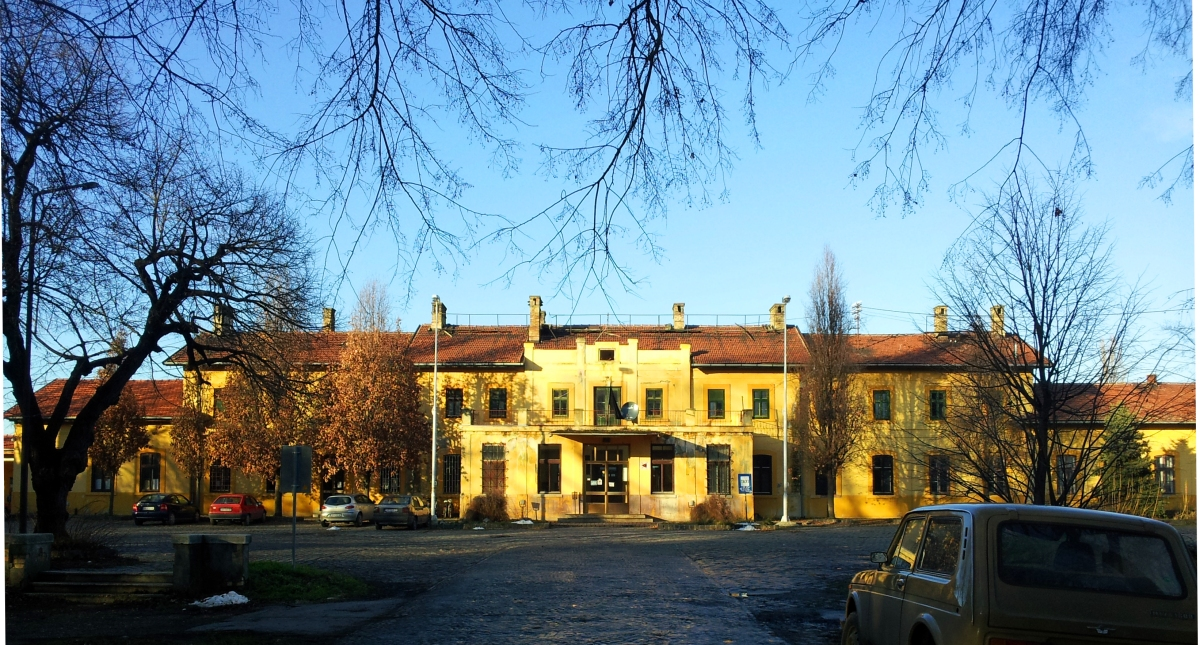
Zombor vasútállomás
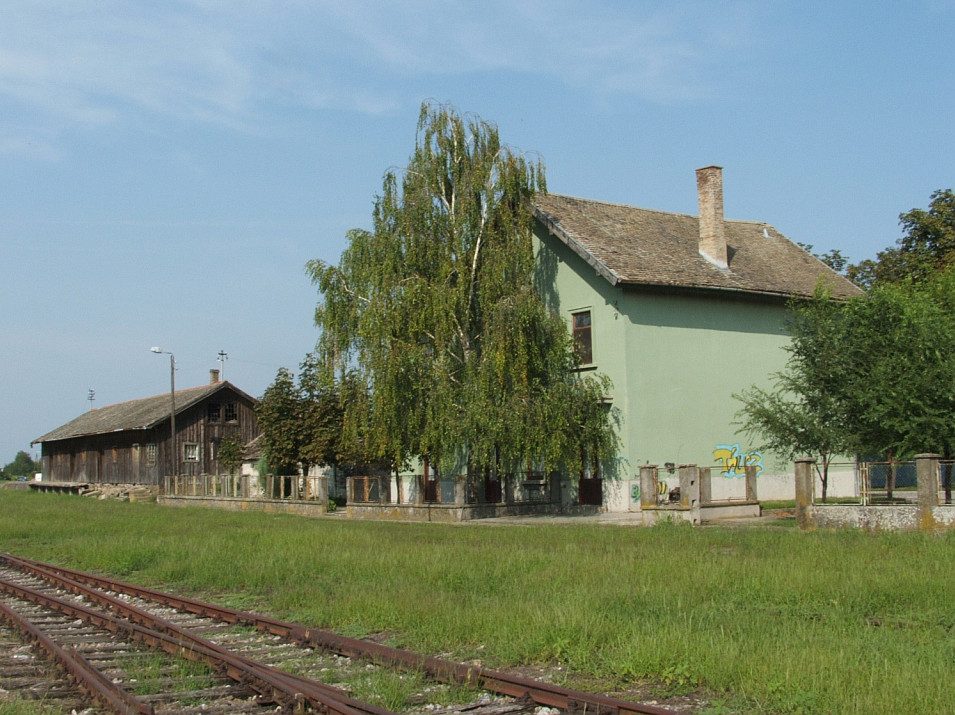
Apatin vasútállomás
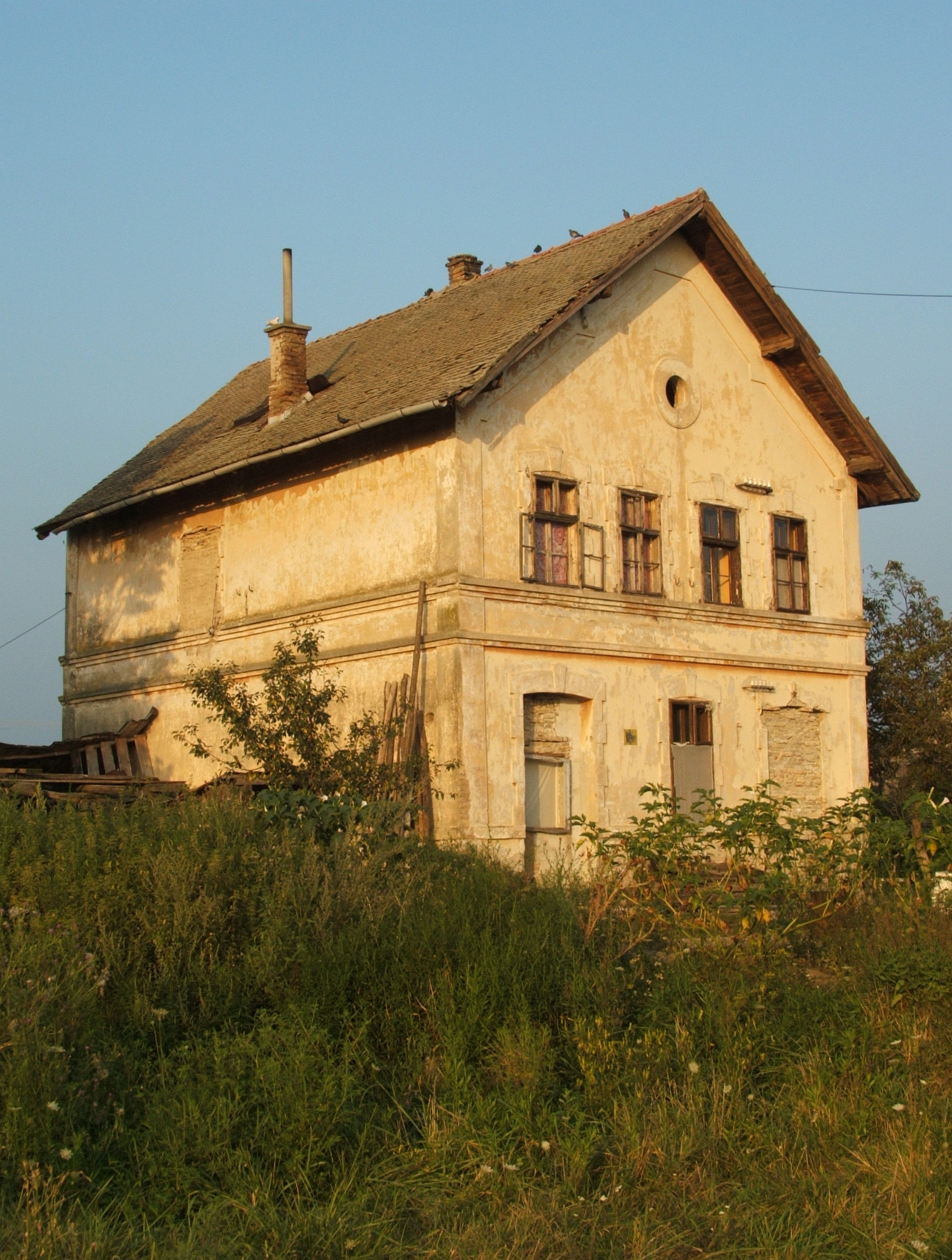
Rácmilitics vasútállomás felvételi épülete
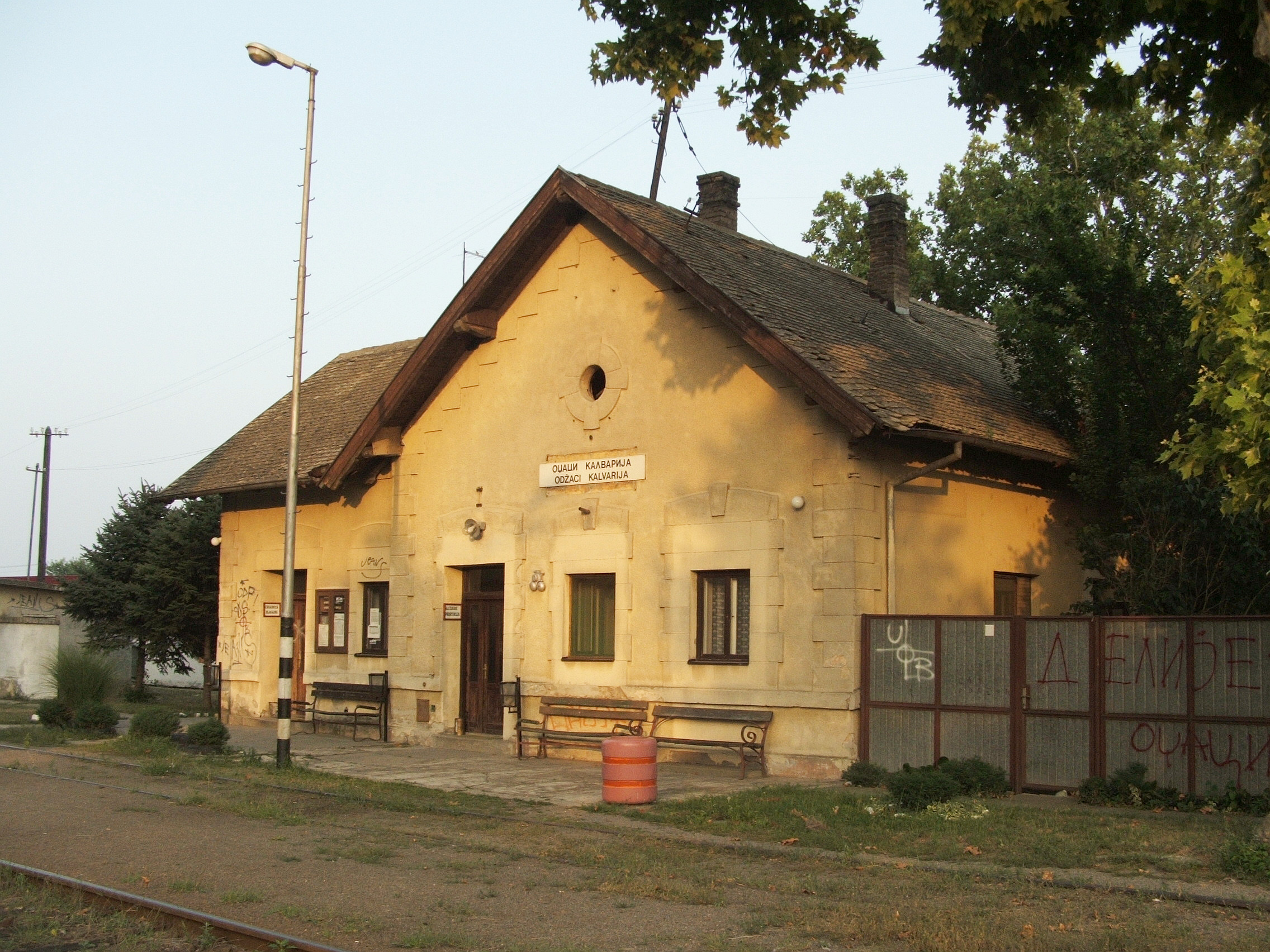
Hódság-Kálvária vasútállomás, a Szond-Hódság vonalszakasz egykori végállomása